# Грабин, Василий Гаврилович
Васи́лий Гаври́лович Гра́бин (28 декабря1899/9 января 1900 — 18 апреля 1980) — советский конструктор и организатор производства артиллерийского вооружения Великой Отечественной войны. Герой Социалистического Труда (28.10.1940), генерал-полковник технических войск (30.03.1945), лауреат четырёх Сталинских премий (1941, 1943, 1946, 1950), действительный член Академии артиллерийских наук.

## Биография
Родился 28 декабря 1899 (9 января 1900) года в станице Старонижестеблиевская (ныне Красноармейский район, Краснодарский край) в крестьянской семье. Его отец, Гаврила Иванович, отставной обер-фейерверкер, сам будучи родом из Курской губернии, осел на Кубани после демобилизации из армии. Он много и живо рассказывал сыну о пушках образца 1877 года и возможно уже в детстве привлёк интерес Василия к артиллерии. Василий Гаврилович в юношестве работал чернорабочим на мельнице и служил на почте. Член РКП(б) с 1921 года. В 1923 окончил артиллерийское училище в Петрограде, затем несколько лет прослужил строевым командиром. После этого поступил на артиллерийский факультет Военно-технической академии им. Дзержинского. В это время там преподавали такие видные специалисты, как В. И. Рдултовский, П. А. Гельвих и другие.
Окончив академию в 1930 году, работал инженером-конструктором в КБ завода «Красный Путиловец». Через год был откомандирован в КБ № 2 Всесоюзного орудийно-арсенального объединения (ВОАО) Наркомтяжпрома (Москва). Вскоре после его прибытия туда КБ № 2 было слито с КБ № 1, с образованием КБ ВОАО.
В 1932 году был назначен первым заместителем начальника ГКБ-38 (созданного на базе КБ ВОАО), единственного конструкторского бюро того времени, которое занималось разработкой и доработкой различных типов ствольных артиллерийских систем. После ликвидации ГКБ-38 в конце 1933 года был направлен на завод № 92 (Горький), который тогда занимался исключительно производством, не имея своего КБ. В то время среди военных руководителей СССР, по заказам которых разрабатывались системы вооружения, господствовала теория о скором отмирании классической ствольной артиллерии и переходе на динамореактивную (безоткатную). В частности, одним из наиболее рьяных сторонников этой теории был М. Н. Тухачевский. В. Г. Грабину удалось с огромным трудом, через Народный комиссариат тяжёлой промышленности СССР, доказать необходимость создания КБ, которое занималось бы проектированием ствольной артиллерии. Грабин был назначен его руководителем. По инициативе В. Г. Грабина на артиллерийском заводе № 92 группа молодых конструкторов продолжила разработку новых перспективных образцов пушек, что поначалу не встретило поддержки директора завода, который даже пытался уволить главного конструктора. Поддержка наркома Г. К. Орджоникидзе, а в дальнейшем и И. В. Сталина, помогли В. Г. Грабину продолжить работу на заводе и создавать новые пушки. Новый директор завода А. С. Елян стал его единомышленником.
Разработанный под руководством В. Г. Грабина метод скоростного проектирования давал возможность создавать новые пушки в течение месяцев и даже недель от начала работ до образцов для испытаний, а совместная работа конструкторов и технологов — в кратчайшие сроки ставить пушки на валовое производство с небывалой экономией металла, энергии и трудозатрат. В организации проектно-конструкторских работ В. Г. Грабин опередил мировой уровень на десятилетия; например, ещё в конце 1930-х годов он привлекал к проектированию новых пушек врача-физиолога, хотя само название науки, обеспечивающей гармоничное взаимодействие системы «человек-машина» — «эргономика», появилось в 50-х годах XX века.
С августа 1942 года по постановлению Правительства и ГКО СССР В. Г. Грабин приступил к организации Центрального артиллерийского конструкторского бюро (ЦАКБ) в подмосковном Калининграде, которое в дальнейшем и возглавлял. Под руководством В. Г. Грабина были созданы:
- пехотные пушки: 76-мм пушки образца 1936 года (Ф-22), образца 1939 года (УСВ) и дивизионная пушка образца 1942 года ЗИС-3, 57-мм пушка образца 1941 года (ЗИС-2), 100-мм полевая пушка образца 1944 года (БС-3).
- танковые пушки: 76,2-мм танковые пушки Ф-32, Ф-34, ЗИС-5 для вооружения среднего танка Т-34-76 и тяжёлого танка KB-1, самоходная установка ЗИС-30 с 57-мм пушкой ЗИС-2 (ЗИС-4), а также 76,2-мм пушка ЗИС-3, которая устанавливалась на лёгких самоходных установках СУ-76 и СУ-76М. Были разработаны и испытаны опытные образцы танковых пушек: 37-мм пушки ЗИС-19, 76,2-мм пушки С-54, 85-мм пушек С-18, С-31, С-50, С-53, ЗИС-С-53, 100-мм пушки С-34, 107-мм пушки ЗИС-6, 130-мм пушки С-26, 122-мм гаубицы С-41.

В 1945 году присвоено персональное воинское звание генерал-полковник технических войск.
C 1946 года начальник и главный конструктор созданного на базе его КБ Научно-исследовательского института артиллерийского вооружения (НИИ АВ). Депутат ВС СССР 2—3 созывов (1946—1954). В 1957 году назначен главным конструктором и директором ЦНИИ-58 Государственного комитета по оборонной технике при СМ СССР, занимал эту должность до июля 1959 года, затем — консультант Министерства обороны. С 1960 года преподавал в МВТУ имени Н. Э. Баумана.
В 1950-е годы интерес к артиллерийским системам резко упал. Вначале Л. П. Берия, а потом Н. С. Хрущёв, взяли курс на ракетостроение. На это наложился давний конфликт с министром Д. Ф. Устиновым. В результате на вооружение была принята лишь одна пушка разработки Грабина — зенитная С-60. Несмотря на трудности коллектив конструкторов под руководством Грабина разработал несколько систем артиллерийского вооружения:
- «триплекс» в составе 180-мм пушки С-23, 210-мм гаубицы С-33 и 280-мм мортиры С-43. Пушка была принята на вооружение и выпускалась малой серией, а гаубица и мортира в производство не пошли.
- «дуплекс» в составе 210-мм пушки С-72 и 305-мм гаубицы С-73.[1]
- Коническое орудие С-40, имевшее начальную скорость снаряда более 1330 м/с и пробивавшее на дистанции в 500 м более 28 см брони.
- Орудие к танку ИС-7 С-70 на базе корабельного орудия калибром 130 мм.

Могила Грабина на Новодевичьем кладбище Москвы.

Василий Гаврилович Грабин умер 18 апреля 1980 года в Калининграде (Московская область). Похоронен в Москве на Новодевичьем кладбище (участок № 9).

## Награды
- Герой Социалистического Труда (28 октября 1940)
- Четыре ордена Ленина (16 мая 1936, 28 октября 1940, 5 августа 1944, 5 ноября 1945)
- Орден Октябрьской Революции (8 января 1980)[2]
- Два ордена Красного Знамени (3 ноября 1944, 15 ноября 1950)
- Орден Суворова I степени (16 сентября 1945)
- Орден Суворова II степени (18 ноября 1944) — за образцовое выполнение заданий Командования по обеспечению действующей Красной Армии артиллерийским вооружением и боеприпасами[3]
- Орден Трудового Красного Знамени (18 января 1942)
- Орден Красной Звезды (5 февраля 1939)
- Медаль «В ознаменование 100-летия со дня рождения Владимира Ильича Ленина»
- Медаль «За оборону Москвы»
- Медаль «За победу над Германией в Великой Отечественной войне 1941—1945 гг.»
- Медаль «20 лет Победы в Великой Отечественной войне 1941—1945 гг.»
- Медаль «30 лет Победы в Великой Отечественной войне 1941—1945 гг.»
- Медаль «За доблестный труд в Великой Отечественной войне 1941—1945 гг.»
- Медаль «XX лет Рабоче-Крестьянской Красной Армии»
- Медаль «30 лет Советской Армии и Флота»
- Медаль «40 лет Вооружённых Сил СССР»
- Медаль «50 лет Вооружённых Сил СССР»
- Медаль «60 лет Вооружённых Сил СССР»
- Медаль «Ветеран Вооружённых Сил СССР»
- Медаль «В память 800-летия Москвы»
- Сталинская премия I степени (14 марта 1941) — за разработку новых типов артиллерийского вооружения
- Сталинская премия I степени (1943) — за разработку новых образцов артиллерийского вооружения[4]
- Сталинская премия I степени (1946) — за создание нового образца артиллерии[5]
- Сталинская премия I степени (1950) — за работу в области вооружения
- Наградное оружие — 7,65-мм пистолет Walther PP
- Почётный гражданин города Королёва

## Память

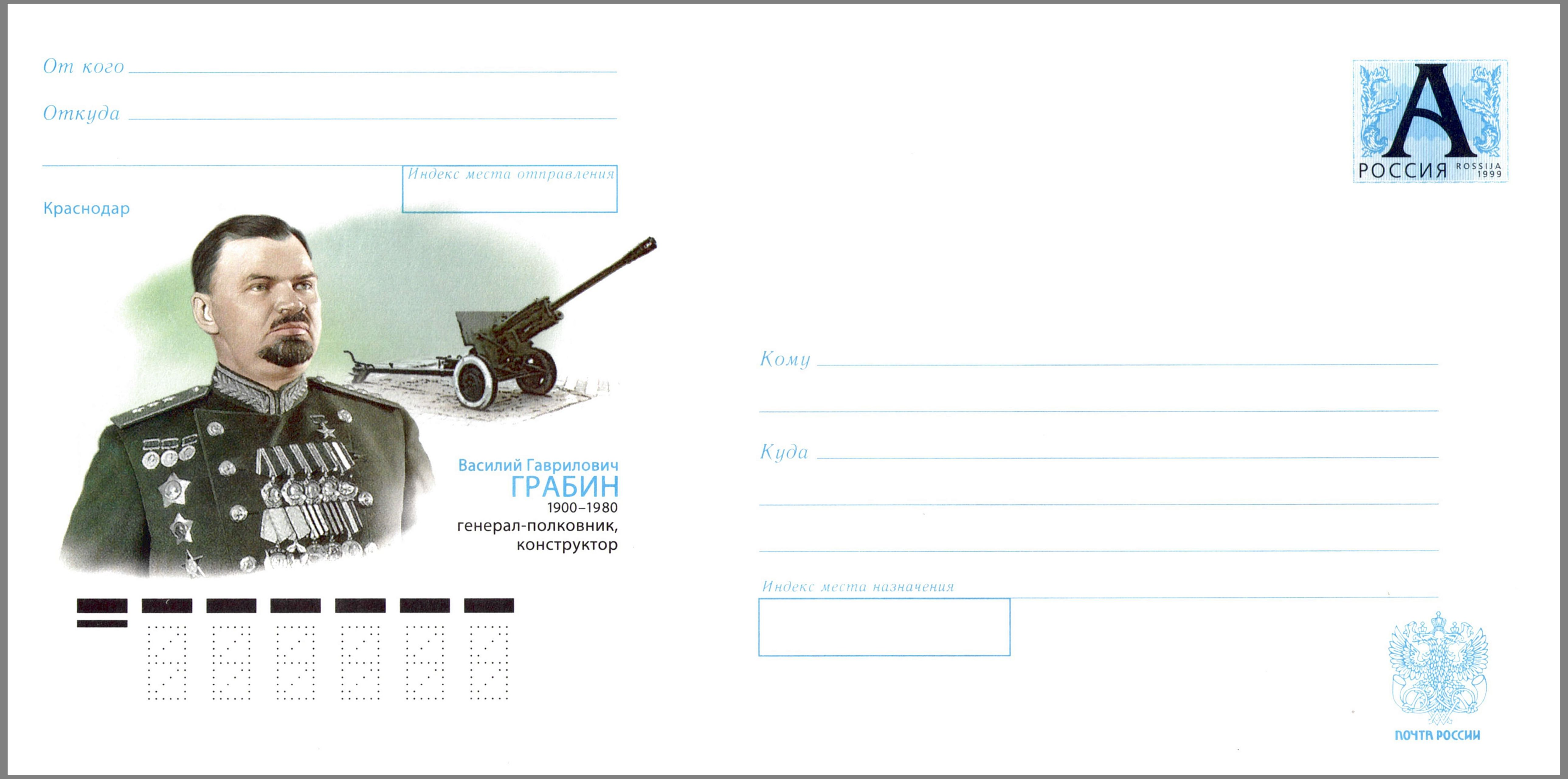
Художественный маркированный конверт, выпущенный к 110-летию со дня рождения В. Г. Грабина. Россия, 2010 г..

- Имя Грабина носят одна из улиц Королёва и улица в Краснодаре.
- В честь Грабина открыт 07.05.2022 памятник в Краснодаре. Скульптор В.Н. Золотухин
- В честь Грабина назван сквер в Нижнем Новгороде
- В честь Грабина и работников Нижегородского Машиностроительного завода к 70-летию Победы открыт мемориал у главной проходной
- Памятник в Королёве на городском Мемориале Славы[6].
- Мемориальная доска в Королёве на здании проходной ОАО «РКК „Энергия“».
- Мемориальная доска в Краснодаре на здании Центрального отделения «Почты России».

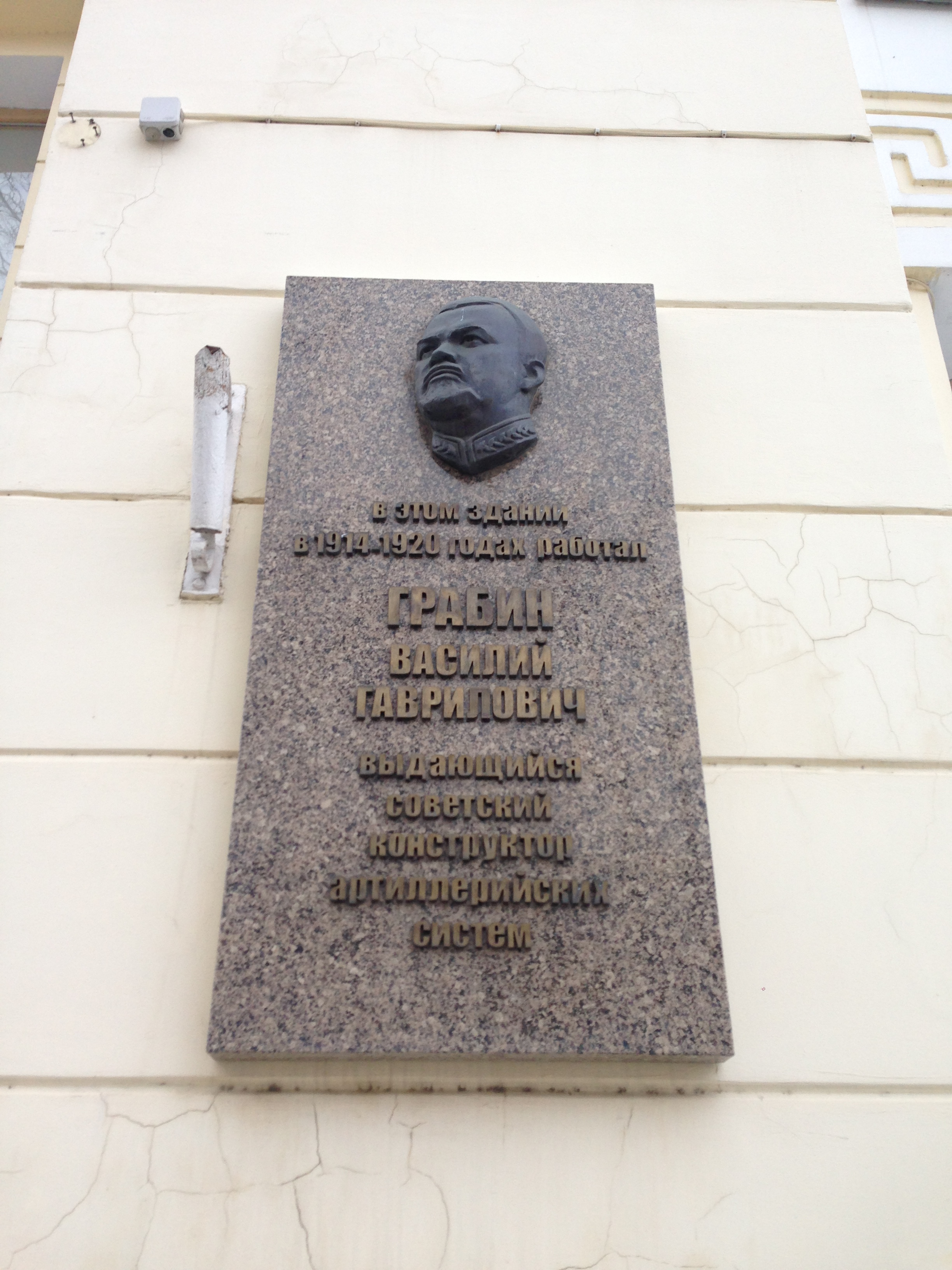
Мемориальная доска в Краснодаре

Памятник в Краснодаре.